# برايان كارتر
برايان كارتر (بالإنجليزية: Brian Carter)‏ هو متحدث تحفيزي أمريكي، ولد في 15 يوليو 1973 في دايتون في الولايات المتحدة.

## وصلات خارجية
- الموقع الرسمي